# إزنيق

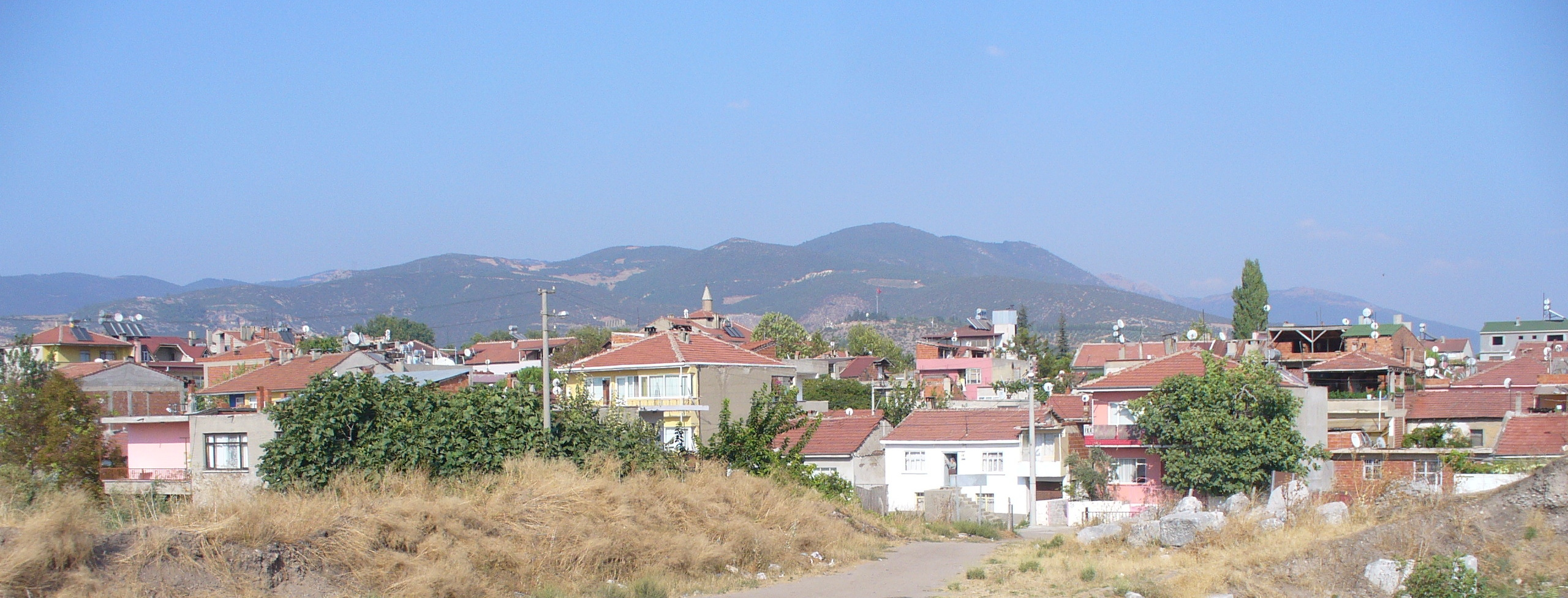
منظر للمدينة والجبال المحيطة بها

إزنيق مدينة تركية، تقع بالقرب من مدينة نيقية التاريخية في أقصى شمال غرب الأنضول وتتبع لمحافظة بورصة. يبلغ عدد سكان مدينة إزنيق حوالي 15,000 نسمة، تقع بالقرب من بحيرة إزنيق.

## أعلام
- حسن سونميز
- ألكسيوس الثالث أنجيلوس
- أبرخش
- أندرونيكوس الثاني باليولوج
- جورج موزالون
- إبراهيم باشا الجاندرلي الصغير
- بالدوين الثاني، كونت هينو
- علي باشا السلحدار
- قسطنطين لاسكاريس
- محمد بك ميخائيل أوغلي
- ثيودور الثاني لاسكاريس